# Địa lý Dubai
Dubai nằm trên bờ biển Vịnh Ba Tư của Các Tiểu vương quốc Ả Rập Thống nhất. Ngoài việc là một thành phố, nó còn là một trong bảy tiểu vương quốc của đất nước. Nó nằm trên mực nước biển khoảng 16 m. Tiểu vương quốc Dubai có chung biên giới vớiAbu Dhabi ở phía nam, Sharjah ở phía đông bắc và nước Oman ở phía đông nam. Hatta, một phần đất tách khỏi lãnh thổ của tiểu vương quốc, được bao quanh ba phía bởi Oman, tiểu vương quốc Ajman (ở phía tây) và Ras Al Khaimah (ở phía bắc). Vịnh Ba Tư giáp bờ biển phía tây của tiểu vương quốc. Dubai được nằm trong khoảng 25°16′11″B 55°18′34″Đ / 25,2697°B 55,3095°Đ và có diện tích 4.114 km².
Dubai nằm ngay trong sa mạc Ả Rập. Tuy nhiên, địa hình của Dubai khác biệt đáng kể so với phần phía nam của Các Tiểu vương quốc Ả Rập Thống nhất, phần lớn cảnh quan của Dubai nổi bật bởi sa mạc cát, trong khi các sa mạc sỏi chiếm phần lớn khu vực phía nam của đất nước. Phía đông thành phố là vùng đồng bằng ven biển có muối, được gọi là sabkha chạy theo hướng bắc-nam. Xa hơn về phía đông là các cồn cát lớn hơn và nhuốm màu đỏ nhờ oxit sắt.
Sa mạc cát bằng phẳng nhường chỗ cho dãy núi Hajar ở phía Tây, chạy dọc biên giới của Dubai với Oman tại Hatta. Dãy Tây Hajar có cảnh quan khô cằn, lởm chởm, có những ngọn núi cao tới khoảng 1.300 mét ở một số nơi. Dubai không có sông hay ốc đảo tự nhiên; tuy nhiên, Dubai có lạch Dubai đã được nạo vét để làm cho nó đủ sâu để các tàu lớn đi qua. Dubai cũng có nhiều hẻm núi và ao nước rải rác dưới chân núi Al Hajar phía Tây. Một cồn cát rộng lớn bao phủ phần lớn phía nam Dubai, và cuối cùng dẫn vào sa mạc được gọi là Rub' al Khali. Về mặt địa chấn, Dubai nằm trong khu vực rất ổn định, đường đứt gãy địa chấn gần nhất, Zagros Fault, cách Các Tiểu vương quốc Ả Rập Thống nhất 200 km và khó có thể có bất kỳ tác động địa chấn nào đối với Dubai. Các chuyên gia cũng dự đoán rằng khả năng xảy ra sóng thần trong khu vực là rất nhỏ vì vùng nước vịnh Ba Tư không đủ sâu để gây ra sóng thần.

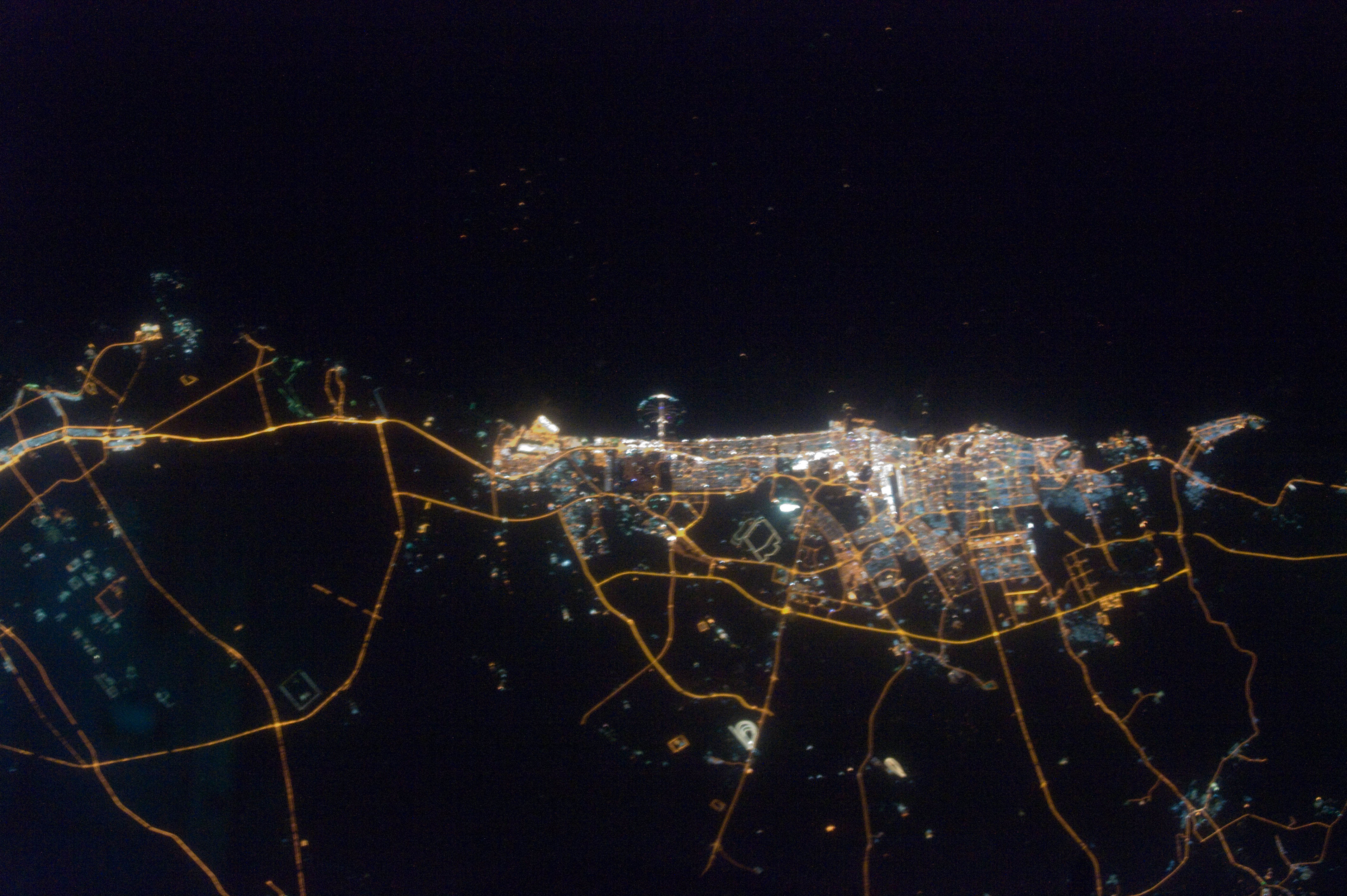
Khu vực đô thị Dubai-Sharjah-Ajman vào ban đêm.

Các sa mạc cát bao quanh thành phố giúp các loại cỏ hoang dã phát triển. Lục bình sa mạc mọc ở vùng đồng bằng sabkha ở phía đông thành phố, trong khi cây keo và ghaf mọc ở vùng đồng bằng bằng phẳng trong vùng lân cận của dãy núi Al Alarar. Một số cây bản địa như cây chà là và cây sầu đâu cũng như cây nhập khẩu như cây eucalypt mọc trong các công viên tự nhiên của Dubai. Ô tác Houbara, linh cẩu vằn, linh miêu tai đen, cáo sa mạc, chim ưng và linh dương sừng thẳng Ả Rập phổ biến ở sa mạc Dubai. Dubai nằm trên con đường di cư giữa Châu Âu, Châu Á và Châu Phi, và hơn 320 loài chim di cư đi qua tiểu vương quốc vào mùa xuân và mùa thu. Vùng biển của Dubai là nơi sinh sống của hơn 300 loài cá, bao gồm cả cá mú. Các sinh vật biển điển hình ngoài khơi Dubai bao gồm cá nhiệt đới, sứa, san hô, cá cúi, cá heo, cá voi và cá mập. Nhiều loài rùa cũng có thể được tìm thấy trong khu vực bao gồm đồi mồi và đồi mồi dứa được liệt kê là loài có nguy cơ tuyệt chủng.
Lạch Dubai chạy theo hướng đông bắc-tây nam của thành phố. Phần phía đông của thành phố là khu Deira và giáp với tiểu vương quốc Sharjah ở phía đông và thị trấn Al Awir ở phía nam. Sân bay quốc tế Dubai nằm ở phía nam Deira, trong khi Palm Deira nằm ở phía bắc Deira trong Vịnh Ba Tư. Phần lớn sự bùng nổ bất động sản của Dubai tập trung ở phía tây của Lạch Dubai, trên vành đai ven biển Jumeirah. Cảng Rashid, cảng Jebel Ali, Burj Al Arab, Palm Jumeirah và các cụm khu vực dựa trên chủ đề như Vịnh Business đều nằm trong khu này.